# Museum Schiefes Haus

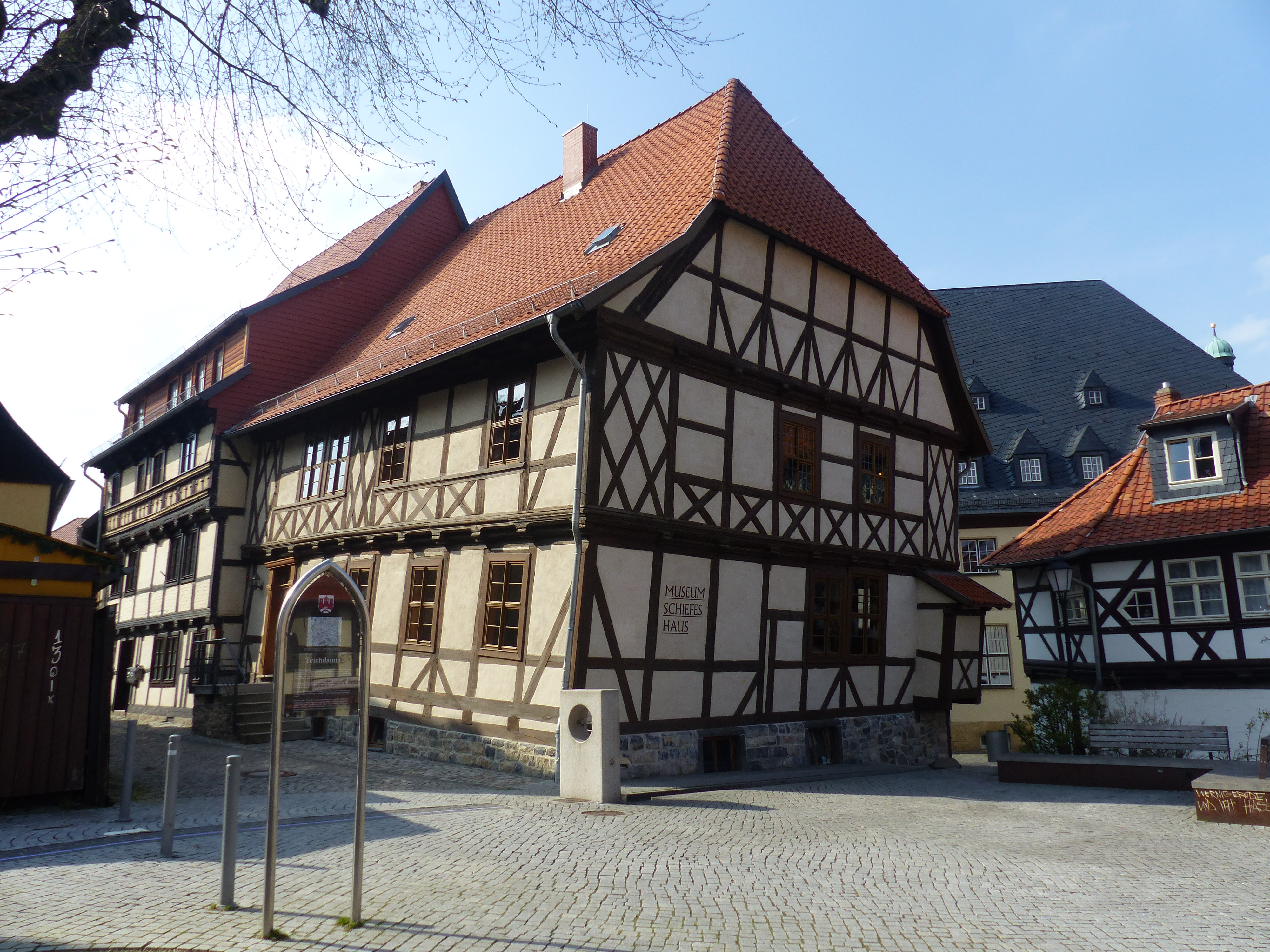
Das Gebäude im Jahr 2018

Das Museum Schiefes Haus in Wernigerode im Westen des Landes Sachsen-Anhalt befindet sich in einer ehemaligen Walkmühle ungewöhnlich nahe dem Rathaus der Stadt.

## Geschichte
Spätestens im 13. Jahrhundert befand sich an der Stelle des Museums eine Walkmühle, die 1630 an die Zunft der Tuchmacher und Lohgerber verkauft wurde. Das heutige Gebäude entstand 1680 im Auftrag der beiden Zünfte. Zu dieser Zeit existierten etwa 100 Mühlen in und um die Stadt. Der zugehörige Mühlengraben, dessen Wasser die oberschlächtige Mühle antrieb, wurde vom Zillierbach mit Wasser versorgt und floss von Süden nach Norden. Dieser Graben floss von der Schönen Ecke in Nöschenrode über den Marktplatz durch das Heideviertel, wo die Heidemühle mit Wasser versorgt wurde, bis zum Klaren Loch, einem Durchbruch durch die Stadtmauer. Dieser war durch einen Stadtturm gesichert.
Das Gefälle des Klints, auf dem die früheste Stadt errichtet wurde, da sich hier der höchste Punkt befand, nutzten die Mühlenbetreiber, um dem Bach eine ausreichende Strömungsgeschwindigkeit zu verleihen. Der Graben diente allerdings auch als Abwassergraben für die anliegenden Häuser und die Gerbereien.

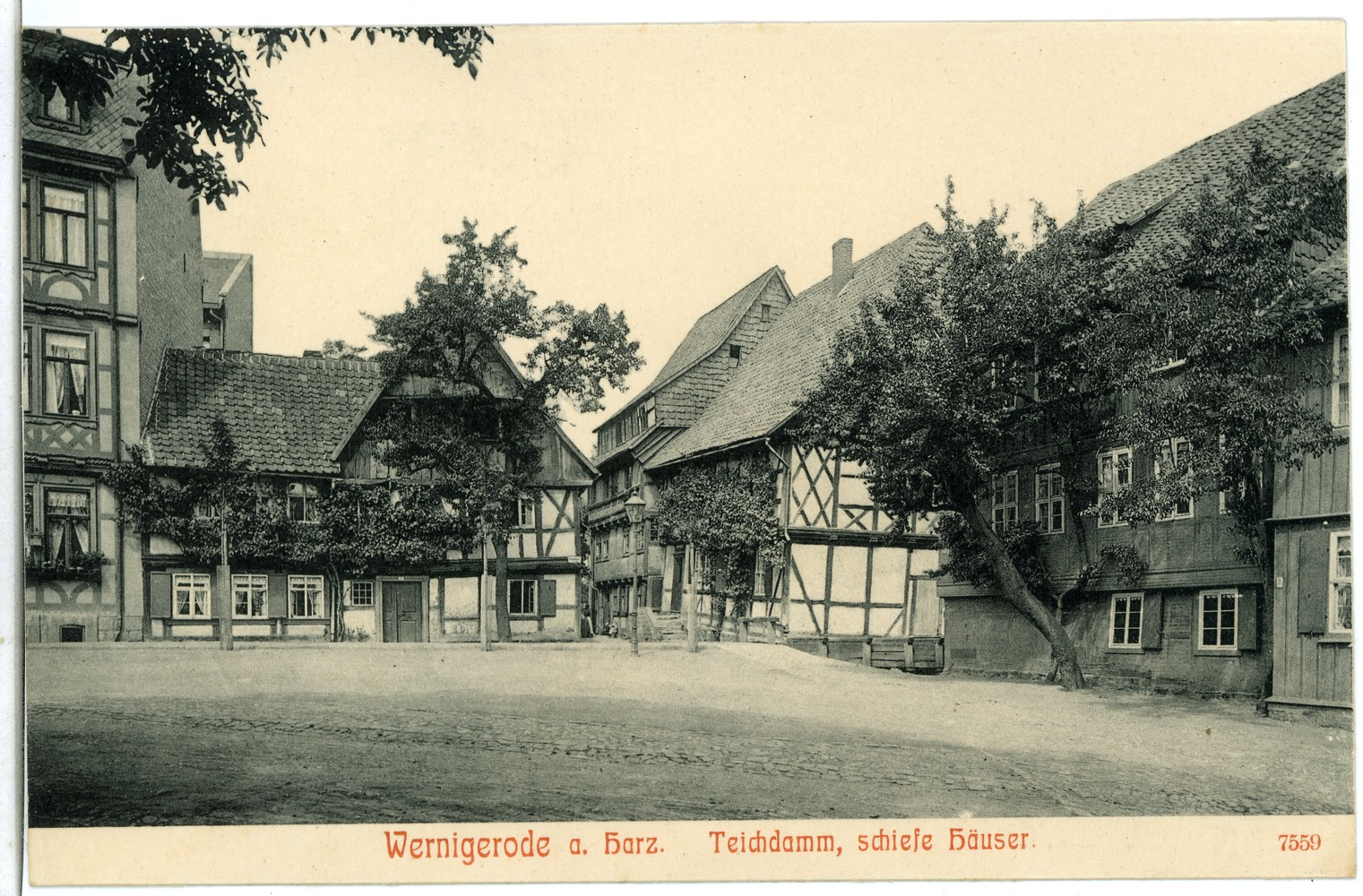
Das Gebäudeensemble um die Mühle im Jahr 1906

Die Kellerwände waren mit einem Meter ungewöhnlich stark, andererseits sorgte der Teich am Haus, der einen gewissen Wasservorrat darstellte, für Durchfeuchtung des Bodens. Die wohl sechs Hämmer der Walkmühle, die zur Bearbeitung von Fellen und zum Filzen von Stoffen dienten, übten auf die Dauer mit ihren Erschütterungen einen derartigen Druck auf den Untergrund aus, dass die betreffende Seite des Hauses mehr als 60 cm absackte. Da das Fachwerkhaus überaus robust gebaut worden war, brach es dabei nicht zusammen, obwohl es mittlerweile 130 cm auskragt. Allerdings wird es heute durch mehrere Anker gesichert, die im Haus zu sehen sind.

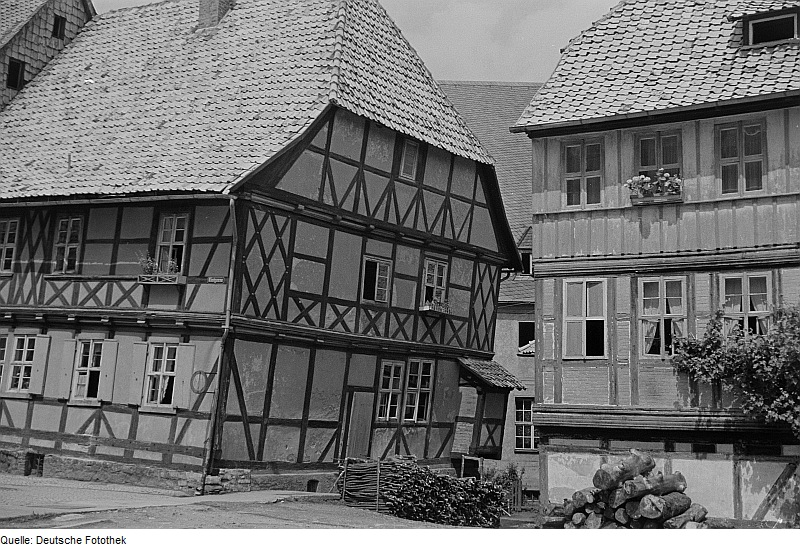
Die ehemalige Walkmühle im Jahr 1951

1894 wurde der Betrieb eingestellt, die Mühlentechnik entfernt, der Keller zugeschüttet. Doch erst 100 Jahre später wurde der Mühlengraben verrohrt. Bis etwa 1970 diente das Gebäude als Wohnhaus, dann nutzte die Stadtverwaltung das Bauwerk, wobei gerade Wände eingebaut und die Schrägen soweit möglich begradigt wurden. Die Räume wurden dadurch allerdings noch niedriger. Im Keller wurde ein Jugendclub untergebracht. Dadurch, dass Ziegelwände vor das Fachwerk gemauert wurden, begannen die Gefache zu schimmeln.
2006 zog die Stadtverwaltung aus. Da sich keine weitere Nutzung fand und das Gebäude bis 2010 um weitere 10 cm absackte, brachte die Kulturstiftung Wernigerode 2009 die Idee auf, ein Museum zu gründen. Nach drei Jahren der Sanierung konnte 2012 das Museum eröffnet werden.

## Exponate, Themen
Es entstanden mehrere Dauerausstellungen und zwei Bereiche, die für Wechselausstellungen vorgesehen waren. So werden im Erdgeschoss Modelle von verschiedenen Wassermühlen dauerhaft präsentiert, darunter die Wernigeröder Walkmühle, aber auch einer Ölmühle, einer Säge- und einer Papiermühle. Die Modelle wurden von Arbeitslosen an der Oskar-Kämmer-Schule angefertigt. Ein kleiner Film, gedreht von Studenten der Medieninformatik der Hochschule Harz, führt in die Geschichte und die Funktionsweise der Walkmühle ein.
Hingegen ist das Obergeschoss einerseits dem in Wernigerode 1878 geborenen Paul Renner gewidmet, andererseits Karl Blossfeldt, der 1865 in Schielo bei Harzgerode zur Welt kam. Ersterer übernahm 1927 die Direktion der Meisterschule für Deutschlands Buchdrucker und wurde als Entwickler der Schrift Futura bekannt. Er floh 1933 in die Schweiz. Blossfeldt lehrte dagegen ab 1899 Modellieren nach Pflanzen, wurde 1921 als Professor berufen und brachte 1928 Urformen der Kunst heraus, ein Werk, das ihn überregional bekannt machte. Er gilt als Erfinder der Makrofotografie. Im Flur und im großen Raum des ersten Stocks finden Wechselausstellungen von Fotografen statt.
In den Räumlichkeiten im Erdgeschoss finden sich Fotografien aus der Zeit von 1860 bis 1880. Sie stammen von dem bis 1880 in Wernigerode ansässigen Fotografen Friedrich Maesser und zeigen, ursprünglich im Format 20 mal 15 cm und im Museum erheblich vergrößert, Ansichten der seinerzeitigen Stadt. Schließlich erhielt das Haus von einer privaten Sammlerin eine Puppensammlung mit Raritäten, die die Zeit von etwa 1830 bis 1960 abdecken. Die Sammlung befindet sich seit 2022 im Haus.

## Belege
1. ↑  Hermann D. Oemler: Die Reihe Archivbilder Wernigerode, Sutton, Erfurt 2007, S. 14.

Koordinaten: 51° 49′ 57,4″ N, 10° 47′ 3,8″ O